# Брезовіца (округ Тврдошін)
Брезовіца (словац. Brezovica) — село, громада округу Тврдошін, Жилінський край. Кадастрова площа громади — 19.21 км².
Населення 1347 осіб (станом на 31 грудня 2018 року).

## Історія
Брезовіца згадується 1580 року.

## Географія
Протікає річка Брезовиця.

## Населення
| Рік:            | 1994. | 2004.   | 2014.   | 2024.   |
| --------------- | ----- | ------- | ------- | ------- |
| Кількість осіб: | 1220  | 1292    | 1322    | 1419    |
| Різниця:        |       | +5,90 % | +2,32 % | +7,33 % |

| Рік:            | 2023. | 2024.   |
| --------------- | ----- | ------- |
| Кількість осіб: | 1416  | 1419    |
| Різниця:        |       | +0,21 % |